# 123-Theorem
Das 123-Theorem ist ein Satz der Stochastik:
Für zwei stochastisch unabhängige und identisch verteilte reellwertige Zufallsvariablen {\displaystyle X} und {\displaystyle Y} gilt
{\displaystyle P(|X-Y|\leq 2)<3\cdot P(|X-Y|\leq 1)}.
Unter den gleichen Voraussetzungen gilt für {\displaystyle 0<a<b} die Verallgemeinerung
{\displaystyle P(|X-Y|\leq b)<(2\lceil b/a\rceil -1)\cdot P(|X-Y|\leq a)}.
Hierbei bezeichnet {\displaystyle \lceil x\rceil } die Aufrundungsfunktion.
Bewiesen wurde dieser Satz von Noga Alon und Raphael Yuster.